# Skyride to Paradise Point
Le Skyride to Paradise Point est un téléphérique touristique des îles Vierges des États-Unis. Il relie Havensight à un point de vue appelé Paradise Point, sur l'île de Saint-Thomas.